# The Wealth of Nations
An Inquiry into the Nature and Causes of the Wealth of Nations, oftest blot kaldet The Wealth of Nations (udgivet på dansk som Undersøgelse om National-Velstands Natur og Aarsag eller blot Nationernes velstand) er den skotske økonom og moralfilosof Adam Smiths hovedværk. Bogen blev udgivet i 1776 og indeholder en af verdens første beskrivelser af, hvad der grundlægger nationers rigdom. Værket, der udkom på dansk i 1789-90, er i dag et grundlæggende værk inden for klassisk økonomi. Ved at reflektere over økonomien i begyndelsen af den industrielle revolution berører bogen brede emner som arbejdsdeling, produktivitet og frie markeder. Fremkomsten af økonomi som en selvstændig samfundsvidenskab regnes således ofte fra udgivelsen af The Wealth of Nations i 1776.

## Historie
The Wealth of Nations blev udgivet i to bind den 9. marts 1776 (med bøgerne I-III inkluderet i første bind og bøgerne IV og V inkluderet i andet), under den skotske oplysning og den skotske landbrugsrevolution. Bogen påvirkede flere forfattere og økonomer, såsom Karl Marx, regeringer og organisationer, og satte dagsordenen for økonomisk debat og diskussion i det næste halvandet århundrede. For eksempel blev Alexander Hamilton delvist påvirket af The Wealth of Nations til at skrive sin Rapport om fremstillingsindustrien, hvor han argumenterede imod mange af Smiths teorier. Hamilton baserede meget af denne rapport på idéer fra Jean-Baptiste Colbert, hvilke idéer Smith havde reageret på og kritiseret med The Wealth of Nations.
The Wealth of Nations blev til efter sytten års noter og tidligere værker samt samtaler med datidens økonomer om økonomiske og samfundsmæssige forhold i begyndelsen af den industrielle revolution, og det tog Smith omkring ti år at skrive værket. Resultatet var en afhandling, der søgte at anvise en praktisk anvendelse af en reformeret økonomisk teori til erstatning for de merkantilistiske og fysiokratiske økonomiske teorier, der blev mindre relevante i tiden under den industrielle revolution. The Wealth of Nations udgjorde et paradigmeskift inden for økonomi og kan i den sammenhæng sammenlignes med Sir Isaac Newtons Principia Mathematica indenfor fysik, Antoine Lavoisiers Traité Élémentaire de Chimie indenfor kemi og Charles Darwins Arternes Oprindelse indenfor biologi.

## Danske oversættelser
Værket blev allerede i 1779-80 oversat af Frantz Dræbye og udgivet på dansk af Gyldendals forlag under titlen Undersøgelse om National-Velstands Natur og Aarsag. Oversættelsen bar dog præg af, at datidens oversættere havde mangelfulde engelskkundskaber. I 1976 udgav Aarhus Universitet en ny udgave af den første af værkets fem bøger, dog uden Smiths indledende Introduction and Plan of the Work. I 2013 udgav Informations Forlag med støtte fra Statens Kunstråd værket i sin fulde form med titlen Nationernes velstand – en undersøgelse af dens væsen og årsager, oversat af Claus Bratt Østergaard, som også kommenterede og introducerede bogen.